# Doddaharve Forest, Piriyapatna
Doddaharve Forest là một làng thuộc tehsil Piriyapatna, huyện Mysore, bang Karnataka, Ấn Độ.